# Cătălin Dumitru Toma
Cătălin Dumitru Toma (n. 11 decembrie 1977, Jariștea, România – d. 17 februarie 2024, București, România) a fost un politician român, ales în 2016 senator în județul Vrancea din partea Partidului Național Liberal (PNL), și președinte al Consiliului Județean Vrancea din 2020.